# Vasles
Vasles [val] est une commune du Centre-Ouest de la France située dans le département des Deux-Sèvres en région Nouvelle-Aquitaine.
Elle appartient au Pays de Gâtine.

## Géographie
Vasles se situe en Deux-Sèvres à moins de 5 km du département de la Vienne. La commune est au centre d'un triangle formé à l'est par Poitiers, à l'ouest par Parthenay et au sud par Saint-Maixent-l'École. La Boivre, la rivière aux castors, y prend sa source avant de traverser le village.
La commune de Vasles fut longtemps la deuxième plus étendue du département des Deux-Sèvres après Bressuire bien qu'elle ne compte que 1 500 habitants (ces dernières années de nouvelles communes, issues de fusion de communes, sont plus étendues). Elle regroupe plusieurs hameaux et villages dont la Pagerie, la Coursaudière, Chaussauvent et la Poitevinière.

### Climat
Pour des articles plus généraux, voir Climat de la Nouvelle-Aquitaine et Climat des Deux-Sèvres.
Historiquement, la commune est exposée à un climat océanique du nord-ouest.  
En 2020, Météo-France publie une typologie des climats de la France métropolitaine dans laquelle la commune est dans une zone de transition entre le climat océanique et le climat océanique altéré et est dans la région climatique  Poitou-Charentes, caractérisée par un bon ensoleillement, particulièrement en été et des vents modérés.
Pour la période 1971-2000, la température annuelle moyenne est de 11,4 °C, avec une amplitude thermique annuelle de 15 °C. Le cumul annuel moyen de précipitations est de 817 mm, avec 12,2 jours de précipitations en janvier et 7 jours en juillet. Pour la période 1991-2020, la température moyenne annuelle observée sur la station météorologique la plus proche, située sur la commune de Ménigoute à 9 km à vol d'oiseau, est de 12,5 °C et le cumul annuel moyen de précipitations est de 956,8 mm,. Pour l'avenir, les paramètres climatiques de la commune estimés pour 2050 selon différents scénarios d'émission de gaz à effet de serre sont consultables sur un site dédié publié par Météo-France en novembre 2022.

## Urbanisme

### Typologie
Au 1er janvier 2024, Vasles est catégorisée commune rurale à habitat dispersé, selon la nouvelle grille communale de densité à sept niveaux définie par l'Insee en 2022.
Elle est située hors unité urbaine et hors attraction des villes,.

### Occupation des sols
L'occupation des sols de la commune, telle qu'elle ressort de la base de données européenne d’occupation biophysique des sols Corine Land Cover (CLC), est marquée par l'importance des territoires agricoles (88,7 % en 2018), une proportion sensiblement équivalente à celle de 1990 (89,4 %). La répartition détaillée en 2018 est la suivante : 
terres arables (56,1 %), zones agricoles hétérogènes (18,4 %), prairies (14,2 %), forêts (9,7 %), zones urbanisées (1,3 %), espaces verts artificialisés, non agricoles (0,3 %). L'évolution de l’occupation des sols de la commune et de ses infrastructures peut être observée sur les différentes représentations cartographiques du territoire : la carte de Cassini (XVIIIe siècle), la carte d'état-major (1820-1866) et les cartes ou photos aériennes de l'IGN pour la période actuelle (1950 à aujourd'hui).

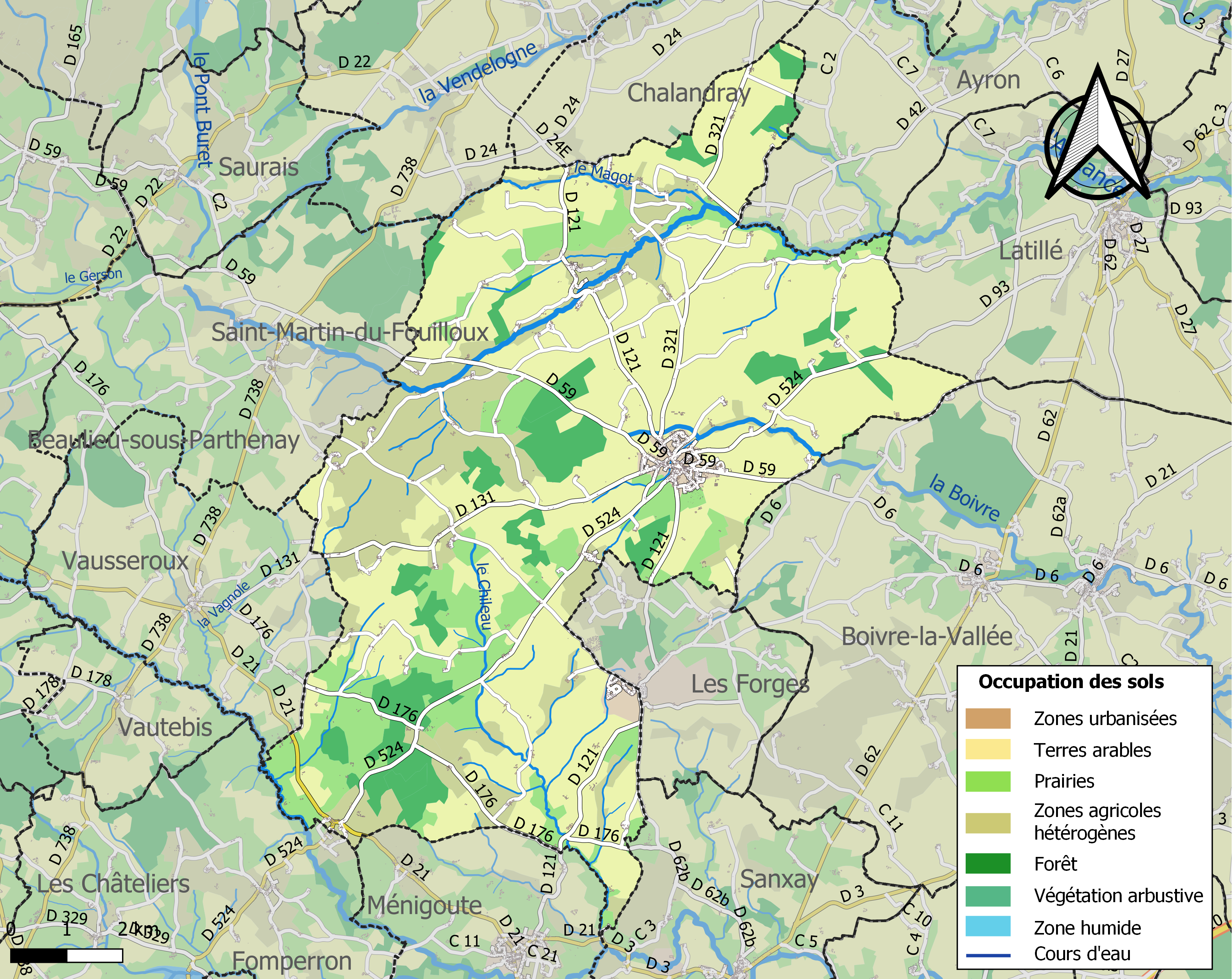
Carte des infrastructures et de l'occupation des sols de la commune en 2018 (CLC).

### Risques majeurs
Le territoire de la commune de Vasles est vulnérable à différents aléas naturels : météorologiques (tempête, orage, neige, grand froid, canicule ou sécheresse), inondations, mouvements de terrains et séisme (sismicité modérée). Il est également exposé à un risque particulier : le risque de radon. Un site publié par le BRGM permet d'évaluer simplement et rapidement les risques d'un bien localisé soit par son adresse soit par le numéro de sa parcelle.

#### Risques naturels
Certaines parties du territoire communal sont susceptibles d’être affectées par le risque d’inondation par débordement de cours d'eau, notamment la Vonne, l'Auxance et la Boivre. La commune a été reconnue en état de catastrophe naturelle au titre des dommages causés par les inondations et coulées de boue survenues en 1982, 1983, 1999 et 2010,.

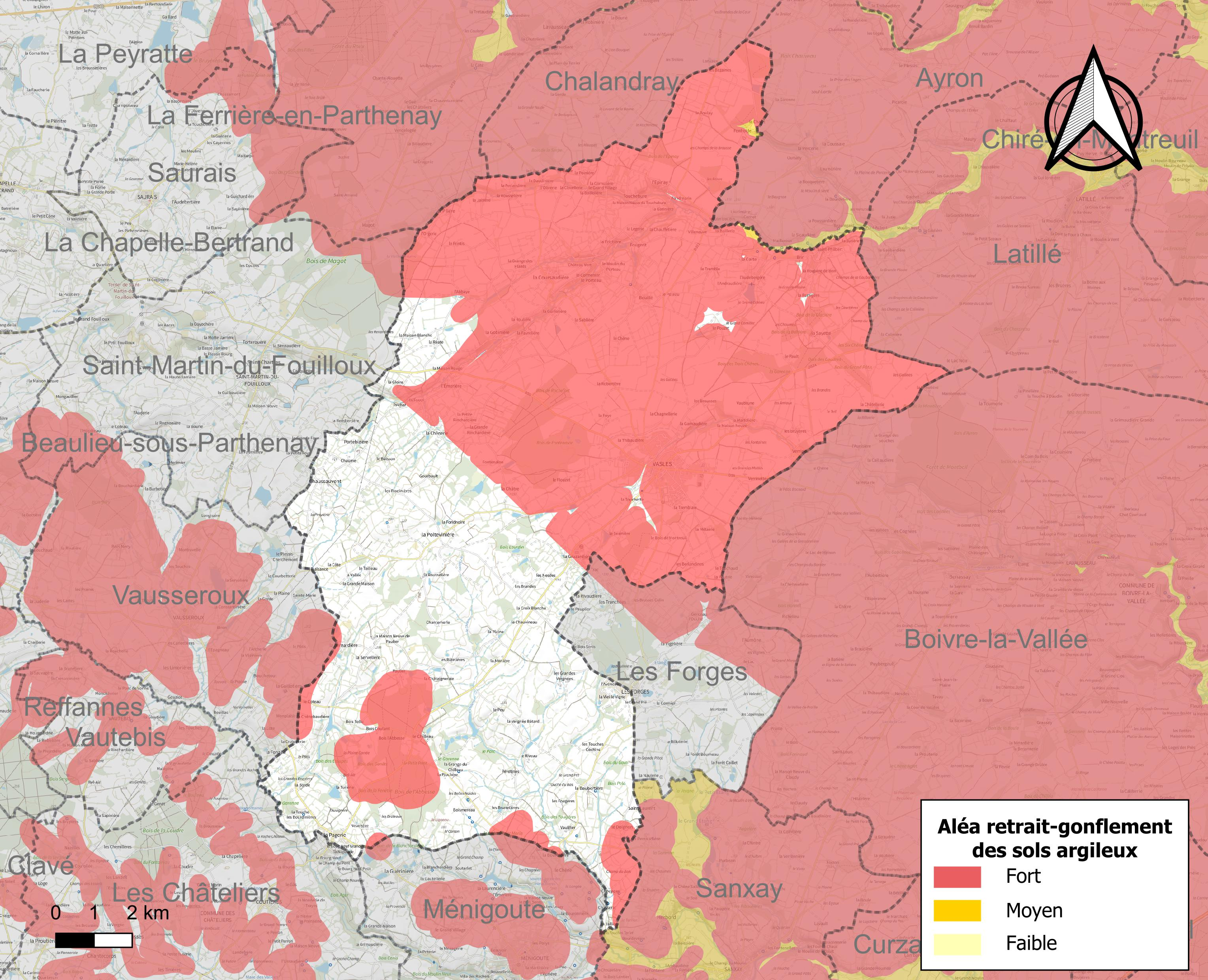
Carte des zones d'aléa retrait-gonflement des sols argileux de Vasles.

Les mouvements de terrains susceptibles de se produire sur la commune sont des tassements différentiels. Le retrait-gonflement des sols argileux est susceptible d'engendrer des dommages importants aux bâtiments en cas d’alternance de périodes de sécheresse et de pluie. 60,3 % de la superficie communale est en aléa moyen ou fort (54,9 % au niveau départemental et 48,5 % au niveau national). Depuis le 1er octobre 2020, en application de la loi ELAN, différentes contraintes s'imposent aux vendeurs, maîtres d'ouvrages ou constructeurs de biens situés dans une zone classée en aléa moyen ou fort,.
La commune a été reconnue en état de catastrophe naturelle au titre des dommages causés par la sécheresse en 1989, 1991, 1996, 2003, 2005, 2009, 2011 et 2017 et par des mouvements de terrain en 1999 et 2010.

#### Risque particulier
Dans plusieurs parties du territoire national, le radon, accumulé dans certains logements ou autres locaux, peut constituer une source significative d’exposition de la population aux rayonnements ionisants. Selon la classification de 2018, la commune de Vasles est classée en zone 3, à savoir zone à potentiel radon significatif.

## Histoire
Vasles compte plusieurs vestiges préhistoriques dont des outils en pierre taillée en excellent état de conservation, appelée hache à talon, ces haches proviennent des territoires barbares du Nord de l'Allemagne, elles sont datées de l'âge du bronze moyen ou du début de l'âge du bronze final soit entre 1600 et 1300 avant J.C.. En 1925, lors d'une labour près d'un vieux chemin, un dépôt reposant de nombreuses hache à talon, ainsi que de nombreux vases prouvent l'installation d'une population à cette époque.
Le nom de Vasles semble toutefois dériver de l'occupation romaine et plus précisément de Valérius un notable romain qui avait élu domicile sur le territoire qui deviendrait plus tard le village de Vasles. À noter que ceci se prononce 'Val' avec les S muets.
L'ancienne forteresse de la seigneurie de Vasles fut construite sur des terres données à l'abbaye royale de Sainte-Croix de Poitiers par Clotaire Ier, roi des Francs et son épouse la reine Radegonde. Ces terres de Vasles permirent à l'abbaye d'assurer son autonomie financière.

Par cette dotation royale les abbesses de Sainte-Croix de Poitiers devinrent les dames de la seigneurie de Vasles jusqu'à la Révolution française.

Attachée à l'abbaye royale de Sainte-Croix de Poitiers, la seigneurie de Vasles relevait directement de la suzeraineté royale et de ce fait détenait tous les droits de juridictions hautes, moyenne et basse, droits de fiscalité et autres droits réservés à ses juges.
Les dames de Vasles firent édifier un château fort protégé par des murailles et des douves surmontées d'un pont-levis.

La plus grande partie, attenant à l'église romane de la paroisse, fut détruite vers 1900. Cette destruction permit la construction d'une nouvelle église et l'agrandissement de la place publique servant pour les marchés aux bestiaux.
En faisant un grand bond dans l'histoire, on retrouve une commune à l'économie florissante à la fin du XIXe siècle, avec de très nombreux commerces et artisans dont plusieurs aubergistes en centre bourg. Un long déclin s'est ensuivi Vasles n'ayant pas échappé à un début de désertification rurale pendant quelques décennies. Toutefois la création par la commune du parc touristique Mouton Village à la fin des années 80 ainsi que le soutien apporté à l'élevage ovin et à l'exploitation d'une laine de qualité ont permis à Vasles de relancer ses activités locales. Lors du dernier recensement l'on remarque en outre une progression du nombre d'habitants.
Il faut noter qu'il y a eu un évènement tragique le 25 août 1944 sur la commune. En effet, depuis plusieurs semaines les Allemands sont partout dans les environs du bourg à la recherche de F.F.I.. La veille, un guet-apens aurait été tendu contre un peloton allemand blessant certains d'entre eux. En guise de représailles, ils prennent plusieurs hommes en otage et menace de les exécuter. Il faut savoir que, contrairement à Oradour-sur-Glane, ici c'était des simples soldats de la Wechmart et non des S.S. C'est dans ce contexte qu'un résistant, François Georges, instituteur à Lavausseau (Vienne), veut traverser le bourg occupé. Plusieurs personnes à l'entrée de celui-ci, lui disent de ne pas passer par le bourg, mais il n'en tient pas compte. En arrivant dans le centre du bourg, il subit un contrôle d'identité et les Allemands trouvent sur lui des documents compromettants. Il est arrêté et rejoint le groupe d'hommes du bourg qui cette fois-ci voient leur exécution certaine (d'après l'ancien pharmacien monsieur Tourneau). Le matin du 25 août 1944, tous les hommes sauf François Georges sont conduits dans un pré et contre toute attente, le commandant allemand leur dit de s'enfuir et de ne pas se montrer pendant quelques jours, les Allemands tirent des coups de feu en l'air faisant croire le pire aux habitants du bourg. Puis il exécute François Georges. Son assassinat est commémoré par un monument sur la route de Vausseroux, ainsi que par une plaque sur la façade de l'église.
Vasles n'en finit pas d'avancer, son site internet en fait l'un des quelques villages de sa taille à être signalé comme 'Ville Internet' et elle a été à l'origine d'une pétition pour l'installation sur son territoire de l'internet à haut débit, faisant à présent partie des quelques communes rurales des Deux-Sèvres à bénéficier de l'ADSL à 2048 de bande passante. Courant 2007 elle a lancé l'école de la Laine, une nouvelle extension de son projet de valorisation de la culture locale et de l'élevage ovin. L'école de la Laine est un centre de formation à différentes techniques lainières (teinture de la laine, tissage, feutrage, dentelle aux fuseaux...).

## Patrimoine

### Patrimoine environnemental: Mouton Village
Parc touristique créé par la commune près du centre bourg à la fin des années 1980. Il présente entre autres le défi de dynamiser l'économie locale sans renier l'héritage de la région très liée à l'élevage ovin. Pour ce faire un parcours touristique a été créé Le Jardin des Agneaux avec plus de 20 races de moutons du monde entier sur un arboretum de 6 hectares. Le parc a accueilli plus de 30 000 visiteurs pendant la saison 2005.
Mouton Village et le Pays de Gâtine font partie d'un programme de réhabilitation de l'élevage ovin en Europe nommé Lanatural. Ce groupe englobe des partenaires Espagnols, Portugais et Français ainsi que quelques observateurs des pays de l'Est.
Plusieurs pistes ont ainsi été financées et lancées telles que la recherche sur la laine comme isolant naturel, engrais non polluant ou encore plus simplement (ou peut-être pas) la mise en valeur de la laine produite en Europe comme matière de qualité supérieure pour l'industrie du secteur textile mondialement.
Maison du Mouton
Partie intégrante du parc touristique par certains côtés, elle n'en demeure pas moins un lieu indépendant qui accueille des conférences et autres rassemblements dans un cadre de qualité.

### Patrimoine religieux
Église Sainte-Radegonde
Située en centre bourg, attenante au château, l'église romane de Vasles est citée dès 1165. Elle appartenait au temporel de l'abbaye de Sainte-Croix de Poitiers et son origine précise se perd dans la nuit des temps. Placée sous le vocable de Sainte-Radegonde, reine des Francs (fondatrice vers 550 de l'abbaye de Sainte-Croix), cette église romane fut détruite vers 1900. Elle avait été fondée puis entretenue pendant plus d'un millénaire par les abbesses (bienfaitrices de la paroisse de Vasles). C'est pourquoi Vasles s’honore, à juste titre, d’être placée sous le patronage de sainte Radegonde, patronne de Poitiers, couronnée en 1887 par le pape Léon XIII "mère de la patrie française".
La nef de l'église remontait au XIIe siècle et le sanctuaire était du XIIIe siècle. Le grand portail de la façade était du plus pur roman, avec son cintre et ses deux contreforts plats. De cette ancienne église il reste un crucifix du XIIIe siècle avec large jupon à plis, corps contourné.
Au pignon de l’abside, se trouvait une croix ancrée du XIe siècle, et du côté sud on voyait une petite porte plein cintre, aussi du XIe siècle. En revanche, trois chapiteaux d'époque romane sont encore conservés.
Dans l'ancienne église romane se voyait une curieuse statuette du XVe siècle. portant une inscription en lettres gothiques. Elle représentait saint Nicolas. Il y avait aussi une statue de saint Jacques pèlerin, dans le style Louis XIV.
On ne sait pas ce qu'est devenu un grand tableau du XVIIe siècle représentant le Christ debout, vêtu d'une tunique blanche avec manteau rouge. Sur ce tableau sainte Radegonde à genoux devant le Christ, portait une couronne  royale, un manteau bleu fleurdelisé et doublé de mouchetures d’hermine. En arrière-plan, on apercevait devant une grande façade, un jardin planté d’arbres et de cyprès.
La nouvelle église de Vasles, construite en 1901, à la place de l'ancienne église romane, est orientée au nord. Dans le chœur subsistent des vitraux de l'ancienne église. Les vitraux portent les armoiries des donateurs : La Sayette et Lassus-Bizous, La Sayette et Le Forestier de Vendeuvre, Morineau, Métivier et Bessay, Bonneau du Chesne.
Sur un vitrail un médaillon représente le chanoine Coutant, curé-doyen de Vasles, qui fit construire cette nouvelle église et un autre vitrail évoque le père Henri de la Sayette, missionnaire en Chine, décédé en 1905.
À l'entrée du chœur, une ancienne chaire (divisée en deux) présente sur des panneaux du XVIIIe siècle, quatre médaillons qui figurent les quatre évangélistes.
La grande majorité des vitraux de l'église actuelle ont été offerts par la famille de La Sayette.

### Patrimoine civil
Château du Chilleau
Hameau Le Chilleau
Château de la Sayette

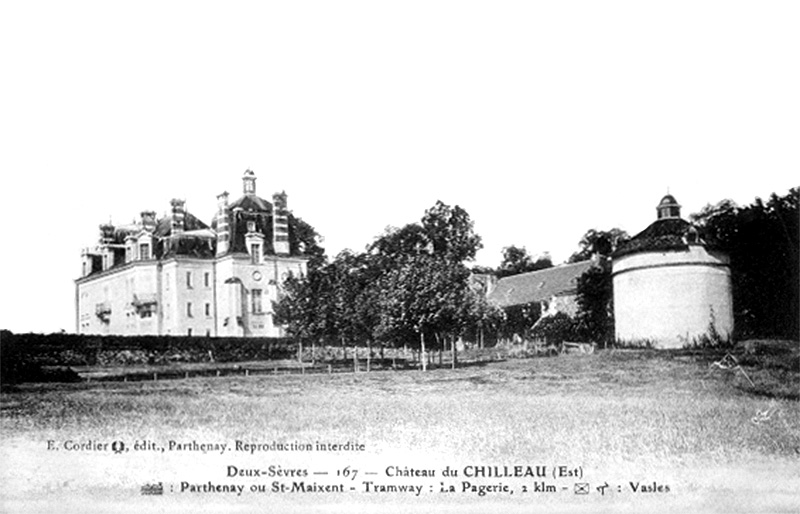
Château du Chilleau vers 1900

Le château de la Sayette est situé à quelques kilomètres du centre bourg au lieu-dit la Sayette. Connu depuis 1123 il a été remanié au XIXe siècle. Le logis (corps de bâtiment et les deux pavillons) les communs, l'abreuvoir, les murs de clôture le parc et la chapelle ont été inscrits monument historique le 23 juillet 2004.
Son propriétaire le conserve en excellent état, ainsi que ses jardins abritant des chênes centenaires qui peuvent être visités dans le cadre des Chemins Secrets du Poitou.
Château de Vasles
Situé 3, 5 et 7 rue du Soufflet, près de l'église de Vasles, ce vieux logis médiéval des abbesses de Sainte-Croix de Poitiers a été édifié de 1467 à 1471 à l'emplacement d'une aumônerie ruinée durant la guerre de Cent Ans. L'architecture de ce logis en équerre est conforme au XVe siècle. Le bâtiment est richement orné de superbes fenêtres à meneaux. Ce logis est ce qui reste d'un ensemble castral, comprenant un "pénitencier". La plus grande partie a été détruite vers 1900 pour faire place à l'agrandissement de la place publique et à la construction d'une nouvelle église. 
Le logis est couvert d'une haute toiture à tuiles plates. Il comprend une tour hexagonale à vis, trois cheminées du XVe siècle,des fenêtres et des portes avec linteaux en accolade, des baies moulurées à meneaux, de nombreux coussièges en pierre. Sur les jambages de la baie principale se font face deux modillons : 
- à gauche une femme à la chevelure bouclée, coiffée d'un bonnet de laine, tend vers son cœur l'index de sa main droite et lève les yeux au ciel. Il s'agit d'une représentation de la vertu théologale "la charité". 
- à droite c'est un personnage accroupi, chaussé de sabots. Il est encapuchonné, porte un bonnet d'âne surmonté d'un grelot et défèque. Son index de la main droite est appuyé sur ses lèvres. Il s'agit d'une représentation de la concupiscence.
La porte principale à pinacles a été détruite vers 1925, elle était surmontée d'un superbe ours bâté (symbole religieux). 
Ses nouveaux propriétaires M. et Mme de Saint-André procèdent à sa restauration et l'ont fait inscrire en 2006 à l'I.S.M.H., en vue de sa protection.
Manoir

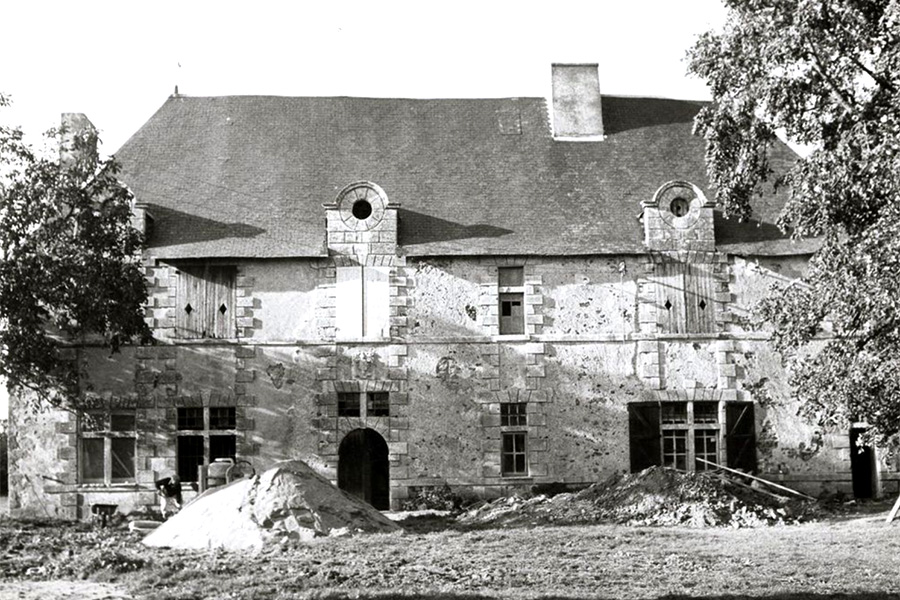
Manoir de Vasles, Chez Paulier

Le manoir situé au lieu-dit Chez Paulier érigé au XVIIe siècle a été inscrit monument historique le 5 décembre 1984

## Personnalités liées à la commune
- Charlotte-Flandrine de Nassau, princesse d'Orange, née en 1579 à Anvers (Delft), fille de Guillaume le Taciturne, Stathouder de Hollande et de Charlotte de Bourbon-Montpensier. Elle fut abbesse de Sainte-Croix de Poitiers et dame de Vasles, de 1605 jusqu'à son décès en 1640. Bienfaitrice de la paroisse de Vasles, elle fit rebâtir en 1610, l'ancienne église avec la contribution de quelques notables et paroissiens.
- Louis Augron, né en 1671, échevin de la ville de Poitiers, inhumé dans l'église de Vasles le 24 décembre 1731.
- Marie-Charles du Chilleau (1734-1794), maréchal de camp, ouverneur général des Isles sous le Vent, puis de Saint-Domingue.
- René de La Marque, sieur de Fleury et la Rousselière, né à Vasles en 1745, fut avocat en Parlement, conseiller général des Deux-Sèvres en 1802, puis président de la Cour impériale de Poitiers en 1811. Il est mort en 1813.
- René-François, baron de la Marque, né en 1778, décédé en 1854, (fils du précédent), résida de 1790 à 1813 au château de Vasles, fut sous-préfet de La Roche-sur-Yon (Napoléon-Vendée, Bourbon-Vendée), sous-préfet de Parthenay en 1816, puis de Châtellerault en 1830.
- Robert Bineau (1914-2011), compagnon de la Libération, né à Vasles

## Politique et administration
| Période                                  | Période                       | Identité                   | Étiquette | Qualité |
| ---------------------------------------- | ----------------------------- | -------------------------- | --------- | --- |
| Les données manquantes sont à compléter. |                               |                            |           | |
| Maire en 1944                            | ?                             | Camille Roullet            | RPF       | Médecin Conseiller général du canton de Ménigoute (1949 → 1950)                                                             |
| mars 1965                                | mars 1989                     | Emmanuel Chaboceau         | DVD       | Vétérinaire Conseiller général du canton de Ménigoute (1969 → 1973)                                                         |
| mars 1989                                | mai 2004 (démission)          | Gilles Parnaudeau          | SE-DVG    | Agriculteur retraité Conseiller régional de Poitou-Charentes (1998 → 2004) Vice-président du conseil régional (1998 → 2004) |
| mai 2004                                 | 2007                          | Jean-Pierre Poteau         |           | |
| 2007                                     | mars 2011 (décès)             | Régis Pillot (1949-2011)   |           | Retraité de la Gendarmerie nationale                                                                                        |
| avril 2011                               | mars 2014                     | Jean-Charles Pied          | DVG       | Agent d'assurances Ancien conseiller général du canton de Ménigoute (2004 → 2011)                                           |
| mars 2014                                | juillet 2014                  | Marie-Angèle Pied (1969- ) |           | Chargée de production, ancienne adjointe Élection annulée par le tribunal administratif de Poitiers                         |
| juillet 2014                             | septembre 2014                | Délégation spéciale        |           | |
| septembre 2014,                          | mai 2020                      | Jean-Marc Giret (1958- )   |           | Agriculteur |
| mai 2020                                 | septembre 2021 (démission)    | Olivier Roy (1968- )       | SE        | Agriculteur, ancien adjoint                                                                                                 |
| septembre 2021                           | octobre 2021                  | Sylvain Rouvreau (1972- )  | SE        | Artisan, premier adjoint Maire par intérim                                                                                  |
| octobre 2021                             | décembre 2021 (démission)     | Nadine Germon (1966- )     | SE        | Secrétaire comptable, ancienne première adjointe                                                                            |
| janvier 2022                             | En cours (au 17 janvier 2022) | Sylvain Rouvreau (1972- )  | SE        | Artisan, ancien premier adjoint                                                                                             |

## Population et société

### Démographie
L'évolution du nombre d'habitants est connue à travers les recensements de la population effectués dans la commune depuis 1793. Pour les communes de moins de 10 000 habitants, une enquête de recensement portant sur toute la population est réalisée tous les cinq ans, les populations de référence des années intermédiaires étant quant à elles estimées par interpolation ou extrapolation. Pour la commune, le premier recensement exhaustif entrant dans le cadre du nouveau dispositif a été réalisé en 2005.

En 2022, la commune comptait 1 666 habitants, en évolution de −1,07 % par rapport à 2016 (Deux-Sèvres : +0,18 %, France hors Mayotte : +2,11 %).
| 1793  | 1800  | 1806  | 1821  | 1831  | 1836  | 1841  | 1846  | 1851  |
| ----- | ----- | ----- | ----- | ----- | ----- | ----- | ----- | ----- |
| 2 114 | 2 088 | 1 900 | 2 376 | 2 202 | 2 368 | 2 305 | 2 361 | 2 372 |

| 1856  | 1861  | 1866  | 1872  | 1876  | 1881  | 1886  | 1891  | 1896  |
| ----- | ----- | ----- | ----- | ----- | ----- | ----- | ----- | ----- |
| 2 418 | 2 427 | 2 559 | 2 568 | 2 622 | 2 916 | 3 156 | 3 113 | 3 083 |

| 1901  | 1906  | 1911  | 1921  | 1926  | 1931  | 1936  | 1946  | 1954  |
| ----- | ----- | ----- | ----- | ----- | ----- | ----- | ----- | ----- |
| 2 996 | 2 873 | 2 922 | 2 620 | 2 562 | 2 562 | 2 602 | 2 646 | 2 537 |

| 1962  | 1968  | 1975  | 1982  | 1990  | 1999  | 2005  | 2006  | 2010  |
| ----- | ----- | ----- | ----- | ----- | ----- | ----- | ----- | ----- |
| 2 413 | 2 120 | 1 879 | 1 693 | 1 601 | 1 564 | 1 648 | 1 650 | 1 706 |

| 2015  | 2020  | 2022  | - | - | - | - | - | - |
| ----- | ----- | ----- | - | - | - | - | - | - |
| 1 685 | 1 676 | 1 666 | - | - | - | - | - | - |

## Enseignement
Deux écoles sont présentes, l'une publique allant de la maternelle au primaire, et l'autre privée sur les mêmes tranches d'ages.

## Vie culturelle et sportive
L'Union Sportive Vasléenne est un club de foot organisé en une association.
Il existe également un parc culturel regroupant de nombreuses races ovines, certaines races ne sont représentées dans le parc qu'en peu d'individus, du fait de la voie d'extinction de la race. Ce parc nommé Mouton Village a été bâti dans les années 1980 afin lutter contre le départ massif des populations rurales vers les villes, aussi appelé exode rural.
Dans ce même engouement de restaurer le mouton, il a été créé une école de la laine, fondée en 2007, où l'on peut apprendre le tissage et les différents usages de la laine.